# Merkurij Vagin

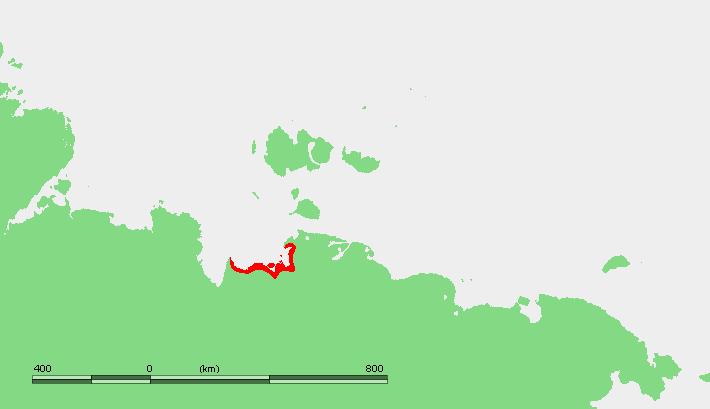
Umístění Janského zálivu, kde byl Merkurij Vagin zavražděn.

Merkurij Vagin (rusky Меркурий Вагин, zemřel 1712) byl sibiřský kozácký ataman, arktický průzkumník a objevitel.
O jeho životě není nic známo. V historických záznamech se objevuje až od roku 1711, kdy spolu s Jakovem Permjakovem pátral po nových zemích na sever od ústí Leny a Jany. Vyrazil v čele jedenáctičlenného kozáckého oddílu z Jakutska do Usť-Jansku, kde měl zahájit výpravu. Místní obyvatelé - Čukčové - Vaginovi řekli, že severně od mysu Svatý nos je několik ostrovů. Suchou cestou se kozáci dostali až ke Svatému nosu, dosáhli tak Janského zálivu, po kterém přešli ledem na Ljachovské ostrovy.
Hlad a zima donutily kozáky se vrátit na Svatý nos. Vagin pak chtěl pokračovat po přezimování v cestě opět na sever, ale poté, co kozáci snědli všechny vlastní psy, vzbouřili se proti Vaginovi a zabili ho, spolu s jeho malým synem Michajlem, navigátorem Permjakovem a několika věrnými kozáky.
Když Vaginovi vrazi dorazili zpět do Usť-Jansku, řekli, že ataman a ostatní zemřeli hladem. Ale v osadě jim nevěřili, převezli je do Jakutska, kde je vystavili mučení; tam se vzbouřenci přiznali, co s Vaginem provedli. Dva vzbouření kozáci byli popraveni, ostatní byli zbičováni a vyhnáni dožít na pobřeží Ochotského moře.
Po Vaginovi je pojmenována kosa u Omuljachského zálivu.